# Михаел Бартелс
Михаел Бартелс (на германски Michael Bartels) е бивш пилот от Формула 1.
Роден на 8 март 1968 година в Плетенберг, Германия.

## Формула 1
Михаел Бартелс прави своя дебют във Формула 1 в голямата награда на Германия през 1991 година. В световния шампионат записва 4 състезания, като не успява да спечели точки. Състезава се за отбора на Лотус.